# Apachekolos clavipes
Apachekolos clavipes là một loài ruồi trong họ Asilidae. Apachekolos clavipes được Johnson miêu tả năm 1897.